# Luis Quinteros Tricot
Luis Alberto Quinteros Tricot (Valparaíso, 3 de octubre de 1894-Santiago, 27 de noviembre de 1981) fue un abogado y político socialista chileno. Ocupó el cargo de senador entre 1953 y 1965. Hijo de Fermín Quinteros Ramírez y María Zulema Tricot Vivanco. Casado con Elena Yáñez Zavala, con quien tuvo cuatro hijos.
Estudió en el Instituto Nacional y luego ingresó a la Universidad de Chile, donde consiguió su título como abogado en 1916.
Llegó al Senado en 1953 tras ganar una elección complementaria por la 4° Agrupación Provincial (Santiago) para ocupar la vacante de María de la Cruz Toledo, la primera mujer senadora del país, quien fue inhabilitada de su cargo. En la elección, Quinteros Tricot recibió el inédito apoyo del Partido Liberal y del Conservador Tradicionalista, con el que derrotó sin problemas a un ibañismo que iba dividido en cuatro candidatos.

## Actividades públicas
- Desde 1931 fue profesor de Derecho Constitucional en la Universidad de Chile.
- Director de la Penitenciaría de Santiago en 1938.
- Militante del Partido Socialista de Chile.
- Miembro del Comité Central Ejecutivo del PS en 1946.
- Miembro del comando del Frente Nacional del Pueblo en 1952.
- Senador en votación complementaria por Santiago (1949-1957) en reemplazo de la inhabilitada María de la Cruz Toledo. Asumó el cargo en 1953 y fue senador reemplazante Comisión Permanente de Higiene, Salubridad y Asistencia Social, y de la Comisión Especial Bicameral de Límites con Argentina.
- Senador reelecto por Santiago (1957-1965); figuró en la Comisión Permanente de Constitución, Legislación, Justicia y Reglamento, la de Educación Pública y la de Policía Interior.
- Consejero de la Línea Aérea Nacional, LAN Chile, en 1964.
- Socio del Club de Yates de Quintero y miembro de la Liga Marítima de Chile.

## Historial electoral

### Elecciones parlamentarias de 1965
- Elecciones parlamentarias de 1965 a Senador por la Cuarta Agrupación Provincial, Santiago Período 1965-1973 (Fuente: Dirección del Registro Electoral, Domingo 7 de marzo de 1965)

| Candidato                    | Partido | Votos   | %     | Resultado |
| ---------------------------- | ------- | ------- | ----- | --------- |
| Hugo Rosende Subiabre        | PCU     | 30.847  | 3,39  |           |
| Ismael Pereira Lyon          | PCU     | 11.612  | 1,28  |           |
| Javier Echeverría Alessandri | PCU     | 26.222  | 2,88  |           |
| Ángel Faivovich Hitzcovich   | PR      | 54.174  | 5,95  |           |
| Jacobo Schaulsohn Numhauser  | PR      | 37.057  | 4,07  |           |
| Volodia Teitelboim Volosky   | PC      | 120.028 | 13,19 | Senador   |
| Jorge Prat Echaurren         | AN      | 44.942  | 4,94  |           |
| Hugo Gálvez Gajardo          | AN      | 10.345  | 1,14  |           |
| Rafael Agustín Gumucio V.    | PDC     | 116.479 | 12,79 | Senador   |
| Tomás Reyes Vicuña           | PDC     | 126.513 | 13,9  | Senador   |
| José Musalem Saffie          | PDC     | 234.460 | 25,76 | Senador   |
| Luis Quinteros Tricot        | PS      | 28.642  | 3,15  |           |
| Carlos Altamirano Orrego     | PS      | 65.767  | 7,56  | Senador   |